# Polytechnic Marathon

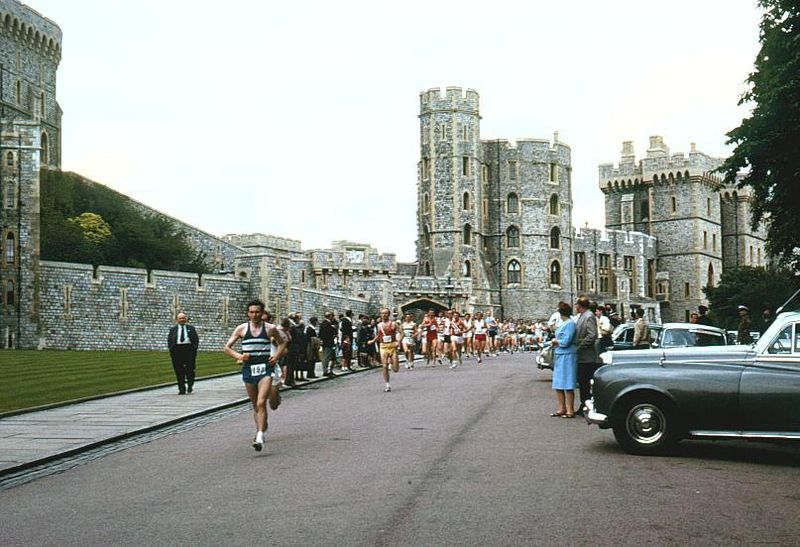
Start 1967 beim
Schloss Windsor

Der Polytechnic Marathon (umgangssprachlich The Poly, mit vollem Namen Polytechnic Harriers Marathon) war ein Marathonlauf, der von 1909 bis 1996 in England auf einer Strecke zwischen Windsor und London ausgetragen wurde, wobei das Ziel über die Jahre variierte. Nach dem Boston-Marathon und dem Yonkers-Marathon ist er weltweit der drittälteste über einen längeren Zeitraum regelmäßig durchgeführte Marathonlauf. Er zählt mit 78 offiziellen Veranstaltungen zu den fünf weltweit häufigsten Marathonveranstaltungen. Bis in die Gegenwart wurden bei keinem anderen Marathon mehr Weltbestzeiten erzielt.

## Geschichte
Der Ursprung dieses Laufs geht auf den Marathon der Olympischen Spiele 1908 in London zurück. Zur Nominierung der besten Läufer des Vereinigten Königreichs wurden mehrere Straßenläufe durchgeführt, von denen ein Lauf besondere Beachtung erfuhr. Der Polytechnic Harriers Athletic Club, ein angesehener Sportverein der University of Westminster, die seinerzeit den Namen Regent Street Polytechnic trug, veranstaltete am 25. April 1908 einen Lauf über 22,5 Meilen (36 km) von Windsor nach Wembley Park. Beeindruckt von der perfekten Durchführung entschied das Organisationskomitee der Olympischen Spiele, dass der Club auch die Organisation des olympischen Marathonlaufs übernehmen sollte.
Für den olympischen Marathonlauf wurde eine Strecke gewählt, die dem Vorbereitungslauf ähnelte und vom Schloss Windsor ins olympische Stadion, dem White City Stadium, führte. Mit den damaligen Vermessungsmethoden erzielte man eine Streckenlänge von exakt 42,195 km. Der Marathonlauf der Spiele 1908 sollte einen dramatischen Ausgang nehmen. Sieger wurde der US-Amerikaner John Hayes, jedoch nur, weil der erste Läufer im Ziel, der Italiener Dorando Pietri, wegen unzulässiger Hilfestellung auf den letzten Metern nachträglich disqualifiziert wurde.
Der Lauf erfuhr wegen seiner Dramatik in der Öffentlichkeit große Beachtung und Anteilnahme. Die populäre Sportzeitschrift Sporting Life nahm dies zum Anlass, einen Lauf auszurichten, der dem der Olympischen Spiele entsprach. Mit der Organisation wurde erneut der Polytechnic Harriers Athletic Club beauftragt. Der Start am Schloss Windsor und die Streckenlänge von 42,195 km blieben gleich, nur das Ziel wurde ins Stamford Bridge Stadium verlegt. Am 8. Mai 1909 war dieser Marathonlauf der erste offizielle Polytechnic Marathon. Der Brite Henry Barrett gewann den Lauf in 2:42:31 h, was als neue Weltbestzeit gewertet wurde.
Bereits im zweiten Jahr, 1910, wurde der Lauf wegen des Todes von König Eduard VII. abgesagt. Auch von 1915 bis 1918 ließ man den Lauf wegen des Ersten Weltkriegs ausfallen.

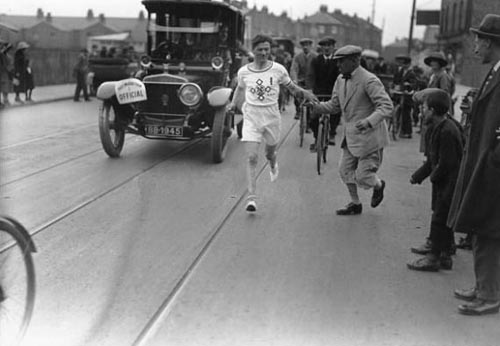
Bobby Mills, Sieger 1923 unterwegs beim Poly

Von 1933 bis 1937 befand sich das Ziel im White City Stadium, damit entsprach die Strecke wieder dem Verlauf des olympischen Marathons von 1908.
Nachdem der Polytechnic Harriers Athletic Club 1938 in Chiswick ein neues Stadion errichtet hatte, verlegte man das Ziel hierher. Bis 1972 änderte sich daran nichts. In den Jahren des Zweiten Weltkriegs absolvierte man jedoch aus Sicherheitsgründen nur einen Rundkurs, der 1940 im Park vom Schloss Windsor und von 1941 bis 1945 in Chiswick abgehalten wurde.
Mit zunehmenden Autoverkehr ergaben sich für die Veranstalter Probleme bei der Durchführung dieses auf öffentlichen Straßen ausgetragenen Marathons. 1973 entschied man sich deshalb, den Lauf auf die Umgebung von Windsor zu beschränken. Mit Änderung der historischen Streckenführung hatte der Lauf seine Anziehungskraft verloren. Bereits 1975 musste man wegen Finanzierungsschwierigkeiten den Lauf ausfallen lassen. Mit der erstmaligen offiziellen Beteiligung von Frauen 1978 schöpfte man wieder etwas Hoffnung.
Nach der Veranstaltung von 1985 löste sich der Polytechnic Harriers Athletic Club auf, die Organisation ging in die Hände des London Road Runners Club über. Doch schon 1988 war der Club nicht mehr in der Lage, den Polytechnic Marathon am Leben zu halten. Der Lauf fiel die folgenden vier Jahre aus. 1992 unternahm eine Gruppe laufbegeisterter Sportler der ehemaligen Organisatoren den Versuch, den Polytechnic Marathon auf der historischen Strecke von Windsor nach Chiswick neu zu etablieren. Trotz Einbeziehung eines kommerziellen Veranstalters waren die finanziellen und organisatorischen Schwierigkeiten jedoch nicht zu bewältigen. Am 22. September 1996 fand der letzte offizielle Polytechnic Marathon statt.
Einige unentwegte Läufer wollten sich mit dem endgültigen Ende des historisch so bedeutsamen Marathonlaufs nicht abfinden und absolvierten von 1997 bis 1999 und 2002 einen inoffiziellen Lauf von Windsor nach Chiswick, doch auch ihr Enthusiasmus endete in Resignation.

## Besonderheiten
- Der Polytechnic Marathon ist bis in die Gegenwart der älteste und häufigste Marathonlauf, der über die übliche Distanz von 42,195 km abgehalten wurde (Beim Boston-Marathon und Yonkers-Marathon waren die Strecken in den Anfangsjahren kürzer.)
- Der Polytechnic Marathon ist eine der wenigen Sportveranstaltungen in Europa, die trotz des Zweiten Weltkriegs jährlich durchgeführt wurde.
- 1972 hatte der Lauf eine Länge von annähernd 47 km, da das Führungsfahrzeug einen Defekt bekam und die Läufer fehlgeleitet wurden.
- Beim Polytechnic Marathon wurden neun nationale Meisterschaften im Marathonlauf für Herren und eine nationale Meisterschaft für Frauen ausgetragen.

## Statistik

### Weltbestzeiten

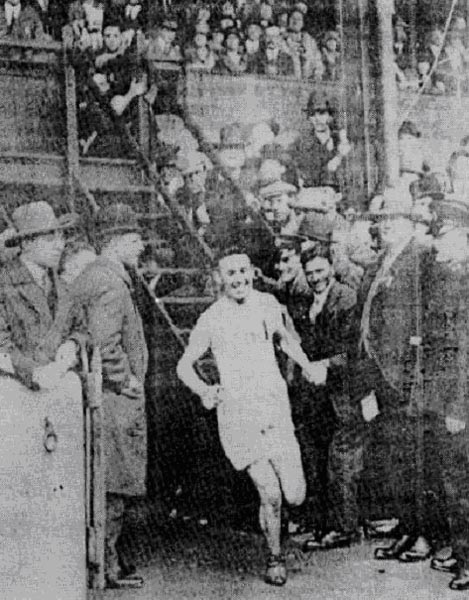
Samuel Ferris, Rekordsieger beim Polytechnic Marathon

Die Internationale Leichtathletik-Föderation, International Association of Athletics Federations (IAAF), führte bis zum 1. Januar 2004 eine Liste mit inoffiziellen Weltbestzeiten im Marathonlauf. Erst danach wurden Weltbestzeiten und Weltrekorde von der IAAF offiziell anerkannt, nachdem man Streckenstandards festgelegt hatte, die bis in die Gegenwart Voraussetzung für eine Anerkennung sind. Die Strecke des Polytechnic Marathon entsprach nicht immer in allen Punkten diesen Standards. So soll bei einer Trennung von Start und Ziel die Entfernung zwischen beiden Punkten auf einer theoretischen direkten Verbindungslinie gemessen nicht mehr als 50 % der Streckendistanz betragen (IAAF Regel 260.28.b). Bei einem Marathonlauf wären dies 21 km. Die Regel soll verhindern, dass überwiegend in eine Richtung gelaufen wird, was möglicherweise einen Nutzen durch Windunterstützung (Rückenwind) hätte bedeuten können.
Die IAAF hat für die vor dem 1. Januar 2004 ausgetragenen Marathonläufe auf eine rückwirkende Anwendung dieser Streckenstandards verzichtet und die Liste der inoffiziellen Weltbestzeiten nicht verändert. Die Vereinigung der Straßenlauf-Statistiker Association of Road Running Statisticians (ARRS) wertet hingegen nur zwei der acht in der IAAF-Bestenliste enthaltenen Zeiten des Polytechnic Marathon als Weltbestzeiten.
IAAF-Liste der inoffiziellen Weltbestzeiten beim Polytechnic Marathon:
- Männer:
  - 2:42:31 h, Henry Barrett (GBR), 1909
  - 2:36:06,6 h, Alexis Ahlgren (SWE), 1913
  - 2:20:42,2 h, Jim Peters (GBR), 1952, auch ARRS
  - 2:18:40,4 h, Jim Peters (GBR), 1953, auch ARRS
  - 2:17:39,4 h, Jim Peters (GBR), 1954
  - 2:14:28 h, Buddy Edelen (USA), 1963
  - 2:13:55 h, Basil Heatley (GBR), 1964
  - 2:12:00 h, Morio Shigematsu (JPN), 1965

### Streckenrekorde
- Männer:
  - 2:12:00 h, Morio Shigematsu (JPN), 1965
- Frauen:
  - 2:36:12 h, Kathryn Binns (GBR), 1982

### Meiste Siege
- Männer:
  - 8 Siege Sam Ferris (GBR), 1925–1929, 1931–1933
- Frauen:
  - 2 Siege Gillian Horowitz (GBR), 1978, 1980
  - 2 Siege Elaine Flather (GBR), 1993–1994

### Siegerliste
Die Siegerliste enthält angesichts der hohen Bedeutung der Veranstaltung in den Anfangsjahren zahlreiche bedeutende Spitzenläufer. Nach 1965 handelt es sich bei den Siegern vorwiegend um britische Läuferinnen und Läufer, die nur geringes oder kein internationales Ansehen besitzen.